# Доминго, Пласидо
Пла́сидо Доми́нго (полное имя Хосе́ Пла́сидо Доми́нго Эмбиль (исп. José Plácido Domingo Embil); род. 21 января 1941, Мадрид, Испания) — испанский оперный певец и дирижёр, лирико-драматический тенор, с 2009 года исполняющий наряду с теноровыми партии баритонового репертуара, генеральный директор Лос-Анджелесской оперы.
За более чем полувековую карьеру на сцене в разных странах мира Доминго исполнил 150 ведущих оперных партий, больше чем любой другой оперный певец. Доминго провёл более 300 вечеров в оркестровой яме или за дирижёрским пультом, всего участвовал более чем в 3900 представлениях. Записал более 100 выступлений, представляющие собой полнометражные оперные спектакли, сольные записи и дуэты. Не менее 21 раза открывал сезоны в Метрополитен-опера, побив рекорд Карузо.

## Биография
Пласидо Доминго родился в январе 1941 года в квартале Ретиро в Мадриде, Испания.
Родители —  лирический баритон Пласидо Доминго Феррер (Пласидо Доминго старший) и сопрано Пепита Эмбиль Эчанис (басконка по происхождению) — были звёздами сарсуэлы, испанского музыкально-драматического жанра. Впервые Пласидо связал себя узами брака в 1957 году c мексиканской пианисткой Аной Марией Геррой, вскоре родился сын Хосе. В 1962 году Пласидо Доминго женился на мексиканской певице Марте Орнелас (сопрано), с которой познакомился во время учёбы в консерватории в Мехико. У них родились два сына — Пласидо младший (род. 1965 год) и А́льваро Маурисио (род. 1968).

### Начало карьеры в Мексике
В 1949 году в возрасте восьми лет Пласидо вместе с семьёй переехал в Мексику, где его родители основали собственную театральную труппу. На 13 лет столица Мексики стала его родным домом. В Мехико Пласидо учился музыке в национальной консерватории, куда был принят в возрасте 14 лет, участвовал в бэк-вокале «Los Black Jeans» и в музыкальной группе под руководством Сезара Косты (1958 год). Доминго изучал также дирижирование и фортепиано.
В 16-летнем возрасте Пласидо дебютировал в труппе своих родителей как певец, его первой ролью стал Борса в опере «Риголетто», затем он исполнил более значительную партию капеллана в мексиканской премьере оперы Пуленка «Диалоги кармелиток».
Рано став отцом, в молодости Пласидо брался за любую музыкальную работу. Пел в мюзиклах, играл на фортепиано для гастролирующей балетной труппы, подрабатывал тапёром в барах, исполнял небольшие драматические роли в телевизионных постановках по произведениям Пиранделло, Гарсиа Лорки и Чехова, попутно сочиняя фоновую музыку для спектаклей. Организовал собственную музыкальную программу на новой культурной радиостанции в Мехико, обучал хор для сарсуэлы и мюзиклов, где впервые встал за дирижёрский пульт; аккомпанировал матери на пианино во время её сольных выступлений, исполнял в театральной труппе отца небольшие роли как баритон, продюсировал американскую популярную музыку для мексиканских звукозаписывающих компаний и для себя самого. Всё это дало Пласидо неоценимый жизненный и профессиональный опыт.
В первой мексиканской постановке «Моя прекрасная леди» сыграл роль второго плана в 185 спектаклях, 170 раз выходил на сцену в постановке «Весёлая вдова».

### На большой сцене
Его дебют на большой сцене состоялся 23 сентября 1959 года в партии Борсы в опере «Риголетто» в Palacio de Bellas Artes Мехико. В этом же году распадается первый юношеский брак певца. Некоторое время он исполнял второстепенные роли в операх «Диалоги кармелиток», «Тоска», «Турандот» и др. Первая главная роль — Альфредо в «Травиате» в театре Монтеррея была исполнена 19 мая 1961 года.
В ноябре 1961 года Доминго дебютирует в США. Его первой площадкой становится ближайший к Мексике Даллас, где артист исполнил роль Артуро в «Лючии ди Ламмермур» Гаэтано Доницетти. Начало 1962 года ознаменовано знакомством в консерватории с певицей-сопрано Мартой Орнелас, на которой 21-летний Пласидо вскоре женится. Супруги переезжают в Тель-Авив, где в течение трёх сезонов выступают на сцене Еврейской национальной оперы. За это время Доминго исполнил 12 партий в 280 спектаклях. Биографы отмечают, что в этот период Марта и их общий друг Франко Иглесиас помогают Пласидо преодолеть небольшие технические проблемы в пении. В 1965 году чета покидает Израиль, Марта завершает свою карьеру певицы и полностью посвящает себя семье и карьере мужа. В этом же году родился сын Пласидо-младший, а спустя три года, в 1968-м, сын Алваро. Спустя много лет Марта Орнелас смогла вернуться к творческой деятельности уже в качестве оперного режиссёра.
Через полгода после возвращения из Израиля Доминго впервые появляется в Нью-Йорке, исполнив роль Альберто в мировой премьере «Дона Родриго» Хинастеры, которой New York City Opera открыла новый Линкольн-центр в Нью-Йоркском государственном театре. После этого успеха на артиста обрушивается град приглашений, для него открываются сцены лучших оперных театров. В 1967 году Пласидо уже как именитый профессионал открывает для себя Европу, где прошло его детство: он дебютирует на сцене Гамбургской государственной оперы в спектакле «Тоска», в Венской государственной опере в «Дон Карло».
1968 год начинает новый этап в жизни тенора: Доминго дебютирует на сцене Метрополитен-опера в Нью-Йорке, тогда он спел партию Маурицио в опере «Адриана Лекуврёр». Следующие четыре десятилетия без Пласидо здесь не обходится ни один сезон.
В 1969 году Доминго уже разрывается между Европой и Америкой, тенор поёт в опере «Турандот» на сцене Вероны, в опере «Эрнани» в миланском театре La Scala, для участия в «Богеме» прилетает в Сан-Франциско. В 1970 году солирует в спектакле «Джоконда» в Мадриде, в «Торжественной мессе» Бетховена на Эдинбургском фестивале. В октябре 1970 года впервые выступил в «Бале-маскараде» Верди в дуэте с испанской певицей Монтсеррат Кабалье, этот дуэт потом стал одним из самых популярных в мире.
1971 год отмечен его участием в Лондонской королевской опере Ковент Гарден («Тоска»), 1972 год — в Баварской государственной опере в Мюнхене («Богема»), 1973 год — в Парижской опере («Трубадур»). В сезоне 1973/1974 в опере «Травиата» в Нью-Йорк Сити дебютировал как дирижёр. В 1975 году пел на Зальцбургском фестивале («Дон Карло»). В 1992 году Доминго впервые выступил на Байрейтском фестивале в опере «Парсифаль».
В 2003 году в Лос-Анджелесе певец исполнил роль Распутина в мировой премьере оперы «Николай и Александра», написанную Джеем Ризом на исторический сюжет из жизни семьи последнего русского царя. В июле 2004 года Доминго пел в опере «Гойя», написанной специально для него Ж. К. Менотти и впервые исполненной тенором ещё в 1986 году в Вашингтоне. В 2005 году Доминго блистал в опере «Сирано де Бержерак» в Метрополитен-опера. Первого императора Китая певец сыграл в 2006 году в премьерной постановке одноимённой оперы китайского композитора Тан Дуна. Широко популярные оперы «Тоска», «Богема» и «Кармен» известны тем, что Доминго в них много десятков раз и солировал, и дирижировал. Необычное событие в жизни Пласидо произошло в июле 2003 года в Лондоне: в дневном представлении оперы «Паяцы» Леонкавалло Доминго солировал, а в вечернем представлении той же оперы — дирижировал.
При всём многообразии разноплановых партий у артиста не было ни любимой оперной роли, ни любимой оперной сцены, отмечают музыковеды. Однако подмечено, что в Метрополитен-опере Доминго выступал чаще, чем на других ведущих площадках мировой оперной сцены. 21 раз тенор открывал сезоны в Метрополитен-опере, ещё в 1999 году побив рекордное достижение Карузо.
С 1968 по 2009 год Пласидо Доминго 42 сезона кряду выступал на сцене Метрополитен-опера. Ежегодный график тенора включал 60-70 выступлений в качестве исполнителя и ещё несколько десятков представлений в качестве дирижёра. На правах руководителя оперных театров Лос-Анджелеса и Вашингтона каждый сезон Доминго включал в репертуар не только произведения Моцарта, Верди и Пуччини, но и оперы американских композиторов.
В 1992 году был художественным руководителем Всемирной выставки в Севилье.
24 августа 2008 года на церемонии закрытия Олимпийских игр в Пекине Доминго исполнил песню на китайском языке с певицей Сун Цзуин.
В 2012 году 71-летний тенор участвовал более чем в 80 представлениях, включая пение и дирижирование, — в Нью-Йорке, Лос-Анджелесе, Валенсии, Монте-Карло, Мадриде, Берлине, Лиссабоне, Шанхае, Вероне, Лондоне, Киеве, Сантьяго (Чили), Мехико, Цюрихе, Зальцбурге, Новом Орлеане, Севилье, Вене, Бахрейне, Стокгольме, Мальмё, Праге и Акапулько.
14 января 2016 года сольный концерт Доминго состоялся в большом концертном зале Крокус сити холл в Москве.
21 октября 2021 года во время международного конкурса «Опералия» он записал масштабный видеоролик с участием российского историка и тенора Евгения Понасенкова.

### Состояние здоровья
В феврале 2010 года после серии концертов в Японии тенор почувствовал с каждым днём прогрессирующее недомогание. Впоследствии Доминго вспоминал, что долго терпел боль и не придавал ей значения, надеясь, что всё обойдётся. Прошёл медицинское обследование, которое обнаружило серьёзную болезнь. 2 марта 2010 года 69-летнему тенору в Нью-Йорке сделана операция по удалению раковых полипов толстого кишечника, которая прошла удачно и не повлекла серьёзных последствий для здоровья и продолжения карьеры. Всего через 6 недель после операции, 16 апреля 2010 года, Пласидо Доминго триумфально вернулся на сцену, выступив в миланском театре Ла Скала как баритон в опере Верди «Симон Бокканегра», прямую трансляцию спектакля вели десятки телекомпаний мира. Доминго дал шесть спектаклей в театре Ла Скала, затем выступил в лондонском Королевском оперном театре и в мадридском Тeatro Real. В апреле же Доминго планировал выступить с сольным концертом в Москве, однако не смог прилететь в российскую столицу из-за извержения вулкана Эйяфьядлайёкюдль в Исландии. Тем не менее запланированный концерт в Москве состоялся через два месяца.
9 июля 2013 года Доминго был госпитализирован в Мадриде в связи с тромбом в лёгком. Тромбэмболия легочной артерии (ТЭЛА) явилась следствием тромбоза глубоких вен нижних конечностей. В связи с этим, Доминго был вынужден отменить свои выступления в опере Даниэля Катана «Почтальон» в Мадридском Королевском театре. 14 июля артист выписан из больницы после пятидневного лечения, вопрос о завершении карьеры им не рассматривается. Через 3 недели после выписки Доминго уже выступал на Зальцбургском фестивале. В концертном исполнении оперы Верди «Жанна д’Арк» Доминго исполнил партию Джакомо — отца Жанны.
22 марта 2020 года на своей странице в фейсбуке Пласидо Доминго объявил, что заразился коронавирусом.

### Сексуальные домогательства
В августе 2019 года против Пласидо Доминго было выдвинуто коллективное обвинение в неоднократных сексуальных домогательствах. В связи с этим Оперный театр Сан-Франциско и Симфонический оркестр Филадельфии отменили участие певца в своих концертах. В феврале 2020 года американская гильдия музыкантов по результатам проведённого ею независимого расследования пришла к выводу, что Доминго долгое время злоупотреблял служебным положением в театрах и склонял женщин к действиям сексуального характера. Всего за период 20 последних лет 27 женщин сделали признание юристам-расследователям, что подвергались домогательствам со стороны тенора или его неподобающее поведение происходило у них на глазах. В качестве примера харассмента упоминались слова неназванной партнёрши по сцене о том, что тенор в ходе бизнес-ланча пытался держать её за руку, коснулся колена и целовал. Доминго принёс извинения женщинам, пострадавшим от домогательств, принял на себя ответственность, выразил «глубокие сожаления о содеянном» и обещал способствовать тому, чтобы такие происшествия в оперной сфере больше не случались.

### Увлечения
С детства сильной страстью Пласидо был футбол, с энтузиазмом он наблюдал и за корридой. Став прославленным исполнителем, Доминго охотно принимал участие в благотворительных концертах перед стадионной аудиторией на спортивных мероприятиях.

## Творчество
- 23 сентября — «Риголетто» Дж. Верди — Борса (Дворец изящных искусств — Мехико)
- 21 октября — «Диалоги кармелиток» Ф. Пуленк — Капеллан (Дворец изящных искусств — Мехико)

- «Весёлая вдова» Ф. Легар — Камилл де Россильон, Данило Данилович (Городской театр — Монтеррей)
- 11 сентября — «Турандот» Дж. Пуччини — Альтоум (Городской театр — Монтеррей)
- 1 октября — «Турандот» Дж. Пуччини — Панг (Городской театр — Монтеррей)
- 5 октября — «Лючия ди Ламмермур» Г. Доницетти — Норманн (Городской театр — Монтеррей)
- 8 октября — «Травиата» Дж. Верди — Гастон (Городской театр — Монтеррей)
- 15 октября — «Кармен» Ж. Бизе — Ремендадо (Городской театр — Монтеррей)
- 17 октября — «Отелло» Дж. Верди — Кассио (Городской театр — Монтеррей)

- 19 мая — «Травиата» Дж. Верди — Альфред (Городской театр — Монтеррей)
- 28 мая — «Последний сон» Х. Васкес — Энрико (Дворец изящных искусств — Мехико)
- 28 июня — «Амелия идет на бал» Дж. Менотти — Любовник (Дворец изящных искусств — Мехико)
- 2 июля — «Федора» У. Джордано — Дезире, барон Рувель (Дворец изящных искусств — Мехико)
- 8 августа — «Борис Годунов» М. П. Мусоргский — Юродивый, князь Шуйский (Дворец изящных искусств — Мехико)
- 15 августа — «Андре Шенье» У. Джордано — Аббат, «Невероятный» (Дворец изящных искусств — Мехико)
- 21 августа — «Тоска» Дж. Пуччини — Сполетта (Дворец изящных искусств — Мехико)
- 15 сентября — «Мадам Баттерфляй» Дж. Пуччини — Горо (Дворец изящных искусств — Мехико)
- 30 сентября — «Тоска» Дж. Пуччини — Каварадосси (Дворец изящных искусств — Мехико)

- 4 марта — «Богема» Дж. Пуччини — Рудольф (Дворец изящных искусств — Мехико)
- 10 мая — «Так поступают все» В. А. Моцарт — Феррандо (Дворец изящных искусств — Мехико)
- 17 мая — «Адриана Лекуврёр» Ф. Чилеа — Маурицио (Дворец изящных искусств — Мехико)
- 7 октября — «Мадам Баттерфляй» Дж. Пуччини — Пинкертон (Театр «Исауро Мартинес» — Торреон)
- 26 ноября — «Лючия ди Ламмермур» Г. Доницетти — Эдгар Равенсвуд (Опера Форт-Уэрта — Форт-Уэрт)

- 25 июня — «Кармен» Ж. Бизе — Хозе (Оперный театр Израиля — Тель-Авив)
- 21 сентября — «Дон Жуан» В. А. Моцарт — дон Оттавио (Оперный театр Израиля — Тель-Авив)
- 3 декабря — «Фауст» Ш. Гуно — Фауст (Оперный театр Израиля — Тель-Авив)

- 21 января — «Искатели жемчуга» Ж. Бизе — Надир (Оперный театр Израиля — Тель-Авив)
- 5 сентября — «Евгений Онегин» П. И. Чайковский — Ленский (Оперный театр Израиля — Тель-Авив)

- 21 января — «Сельская честь» П. Масканьи — Туридду (Оперный театр Израиля — Тель-Авив)
- 30 июля — «Самсон и Далила» К. Сен-Санс — Самсон (Опера Шатокуа — Шатокуа)
- 7 сентября — «Сказки Гофмана» Ж. Оффенбах — Гофман (Дворец изящных искусств — Мехико)

- 1 января — «Карлота» Л. Санди — Максимилиан (Большой театр «Лисео» — Барселона)
- 1 января — «Северино» Морено — партия тенора (Большой театр «Лисео» — Барселона)
- 1 января — «Мулатка из Кордобы» Х. Монкайо — Ансельмо (Большой театр «Лисео» — Барселона)
- 22 февраля — «Дон Родриго» А. Хинастера — Дон Родриго (Нью-Йорк сити опера)
- 3 марта — «Андре Шенье» У. Джордано — Андре Шенье (Опера Нового Орлеана)
- 6 апреля — «Ипполит и Арисия» Ж. Рамо — Ипполит (Оперный театр Бостона)
- 9 августа — «Паяцы» Р. Леонкавалло — Канио (Метрополитен-опера — Нью-Йорк)
- 16 сентября — «Севильский цирюльник» Дж. Россини — граф Альмавива (Театр Деголладо — Гвадалахара)
- 15 ноября — «Анна Болейн» Г. Доницетти — лорд Перси (Метрополитен-опера — Нью-Йорк)

- 8 марта — «Плащ» Дж. Пуччини — Луиджи (Метрополитен-опера — Нью-Йорк)
- 11 мая — «Аида» Дж. Верди — Радамес (Гамбургский оперный театр)
- 19 мая — «Дон Карлос» Дж. Верди — Дон Карлос (Венская государственная опера)
- 31 мая — «Бал-маскарад» Дж. Верди — Ричард (Немецкая опера в Берлине)

- 14 января — «Лоэнгрин» Р. Вагнер — Лоэнгрин (Гамбургский оперный театр)
- 15 февраля — «Манон Леско» Дж. Пуччини — де Грие (Коннектикут Опера)
- 14 марта — «Трубадур» Дж. Верди — Манрико (Опера Нового Орлеана)

- 2 января — «Риголетто» Дж. Верди — герцог Мантуанский (Гамбургский оперный театр)
- 18 января — «Сила судьбы» Дж. Верди — дон Альваро (Гамбургский оперный театр)
- 20 февраля — «Манон» Ж. Массне — де Грие (Метрополитен-опера — Нью-Йорк)
- 16 июля — «Турандот» Дж. Пуччини — Калаф (Арена ди Верона)
- 7 декабря — «Эрнани» Дж. Верди — Эрнани (Ла Скала — Милан)

- 14 мая — «Джоконда» А. Понкьелли — Энцо (Театр сарсуэлы — Мадрид)
- 15 октября — «Роберто Деверё» Г. Доницетти — Роберто Деверё (Нью-Йорк сити опера)

- 4 ноября — «Луиза Миллер» Дж. Верди — Рудольф (Метрополитен-опера — Нью-Йорк)

- 22 марта — «Франческа да Римини» Р. Дзандонаи — Паоло (Метрополитен-опера — Нью-Йорк)
- 3 ноября — «Африканка» Дж. Мейербер — Васко да Гама (Опера Сан-Франциско)

- 9 апреля — «Сицилийская вечерня» Дж. Верди — Арриго (Опера Гарнье — Париж)
- 28 сентября — «Ромео и Джульетта» Ш. Гуно — Ромео (Метрополитен-опера — Нью-Йорк)
- 26 ноября — «Девушка с запада» Дж. Пуччини — Дик Джонсон (Театр Реджо — Турин)

- 28 сентября — «Отелло» Дж. Верди — Отелло (Гамбургский оперный театр)

- 8 марта — «Сид» Ж. Массне — Дон Родриго (Карнеги-Холл — Нью-Йорк)

- 15 февраля — «Федора» У. Джордано — Лорис (Большой театр «Лисео» — Барселона)
- 18 декабря — «Вертер» Ж. Массне — Вертер (Баварская государственная опера)

- 9 сентября — «Клятва» С. Меркаданте — Вискардо (Венская государственная опера)

- 19 июня — «Поэт» Ф. Торроба — Хосе де Эспронседа (Королевский театр — Мадрид)

- 21 сентября — «Норма» В. Беллини — Поллион (Метрополитен-опера — Нью-Йорк)

- 26 сентября — «Троянцы» Г. Берлиоз — Эней (Метрополитен-опера — Нью-Йорк)

- 15 ноября — «Гойя» Дж. Менотти — Гойя (Вашингтонская национальная опера)

- 14 марта — «Парсифаль» Р. Вагнер — Парсифаль (Метрополитен-опера — Нью-Йорк)

- 7 августа — «Дикая кошка» М. Пенелла — Рафаэль Руис (Театр Маэстранца — Севилья)
- 19 декабря — «Валькирия» Р. Вагнер — Зигмунд (Венская государственная опера)

- 21 октября — «Стиффелио» Дж. Верди — Стиффелио (Метрополитен-опера — Нью-Йорк)

- 5 июня — «Гуарани» А. К. Гомес — Пери (Оперный театр Бонна)
- 1 ноября — «Идоменей, царь Критский» В. А. Моцарт — Идоменей (Метрополитен-опера — Нью-Йорк)
- 8 ноября — «Иродиада» Ж. Массне — Иоанн (Опера Сан-Франциско)

- 19 января — «Симон Бокканегра» (ред. 1881 года) Дж. Верди — Габриель Адорно (Метрополитен-опера — Нью-Йорк)

- 28 июня — «Симон Бокканегра» (ред. 1857 года) Дж. Верди — Габриель Адорно (Королевский театр Ковент-Гарден — Лондон)
- 18 октября — «Божественные Слова» А. Г. Абриль — Лусеро (Королевский театр — Мадрид)

- 21 мая — «Пророк» Дж. Мейербер — Иоанн Лейденский (Венская государственная опера)

- 18 марта — «Пиковая дама» П. И. Чайковский — Герман (Метрополитен-опера — Нью-Йорк)
- 11 декабря — «Маргарита Привратница» Р. Чапи — Дон Жуан де Аларсон (Королевский театр — Мадрид)

- 30 июня — «Битва при Леньяно» Дж. Верди — Арриго (Королевский театр Ковент-Гарден — Лондон)

- 1 апреля — «Хитрец, или Легенда о том, как спящий проснулся» Э. Вольф-Феррари — Кристофер (Метрополитен-опера — Нью-Йорк)

- 18 июня — «Луиза Фернанда» Ф. Торроба — Видаль Фернандо (Ла Скала — Милан)
- 14 сентября — «Николай и Александра» Д. Драттелл — Распутин (Лос-Анджелес Опера)

- 13 мая — «Сирано де Бержерак» Ф. Альфано — Сирано (Метрополитен-опера — Нью-Йорк)

- 21 декабря — «Первый император» Т. Дунь — Император Цинь (Метрополитен-опера — Нью-Йорк)

- 27 ноября — «Ифигения в Тавриде» К. В. Глюк — Орест (Метрополитен-опера — Нью-Йорк)

- 26 марта — «Тамерлан» Г. Ф. Гендель — Баязет (Королевский театр — Мадрид)

- 24 октября — «Симон Бокканегра» Дж. Верди — Симон Бокканегра (Немецкая опера в Берлине)

- 1 августа — «Риголетто» Дж. Верди — Риголетто (Театр «Рейнвуд»— Пекин)
- 23 сентября — «Почтальон» Д. Катан — Пабло Неруда (Лос-Анджелес Опера)

- 31 декабря — «Зачарованный остров» музыка барочных авторов — Нептун (Метрополитен-опера — Нью-Йорк)

- 25 марта — «Таис» Ж. Массне — Атанаэль (Дворец искусств Королевы Софии — Валенсия)
- 15 сентября — «Двое Фоскари» Дж. Верди — Франческо Фоскари (Лос-Анджелес Опера)

- 14 марта — «Травиата» Дж. Верди — Жорж Жермон (Метрополитен-опера — Нью-Йорк)
- 15 апреля — «Набукко» Дж. Верди — Набукко (Королевский театр Ковент-Гарден — Лондон)
- 6 августа — «Жанна д’Арк» Дж. Верди — Джакомо (Зальцбургский фестиваль)
- 29 ноября — «Трубадур» Дж. Верди — граф ди Луна (Театр Шиллера — Берлин)

- 7 февраля — «Макбет» Дж. Верди — Макбет (Театр Шиллера — Берлин)
- 20 марта — «Эрнани» Дж. Верди — дон Карлос (Метрополитен-опера — Нью-Йорк)
- 12 сентября — «Джанни Скикки» Дж. Пуччини — Джанни Скикки (Лос-Анджелес Опера)

- 11 июня — «Дон Карлос» Дж. Верди — Родриго ди Поза (Венская государственная опера)

- 29 марта — «Луиза Миллер» Дж. Верди — Миллер (Метрополитен-опера — Нью-Йорк)
- 23 августа — «Искатели жемчуга» Ж. Бизе — Зурга (Зальцбургский фестиваль)

1970 год
- «Оберон» К. М. фон Вебер — Хюон

1971 год
- «Кавалер розы» Р. Штраус — Итальянский певец
- «Ломбардцы в Первом крестовом походе» Дж. Верди — Оронте

1972 год
- «Жанна д’Арк» Дж. Верди — Карл VII
- «Гвоздика» Х. Серрано — Фернандо
- «Пресвятая Дева Скорбящая» Х. Серрано — Рафаэль

1974 год
- «Мефистофель» А. Бойто — Фауст

1975 год
- «Наваррка» Ж. Массне — Аракиль

1976 год
- «Джанни Скикки» Дж. Пуччини — Ринуччо
- «Луиза» Г. Шарпантье — Джулиан
- «Макбет» Дж. Верди — Макдуфф
- «Нюрнбергские мейстерзингеры» Р. Вагнер — Вальтер фон Штольцинг
- «Любовь трёх королей» И. Монтемецци — Авито

1977 год
- «Любовный напиток» Г. Доницетти — Неморино

1978 год
- «Осуждение Фауста» Г. Берлиоз — Фауст

1979 год
- «Вилли» Дж. Пуччини — Роберто
- «Реквием» Г. Берлиоз — партия тенора
- «Беатрис и Бенедикт» Г. Берлиоз — Бенедикт

1982 год
- «Ласточка» Дж. Пуччини — Руджеро
- «Набукко» Дж. Верди — Измаил

1986 год
- «Летучая мышь» И. Штраус-сын — Альфред

1988 год
- «Ирис» П. Масканьи — Осака
- «Тангейзер» Р. Вагнер — Тангейзер

1989 год
- «Женщина без тени» Р. Штраус — Кайзер

1990 год
- «Человек из Ла-Манчи» М. Ли — Дон Кихот

1991 год
- «Летучий голландец» Р. Вагнер — Эрик

1992 год
- «Севильский цирюльник» Дж. Россини — Фигаро

1994 год
- «Донья Франсискита» А. Вивес — Фернандо
- «Вербена Паломская» Т. Бретон — Джулиан

1995 год
- «Луиза Фернанда» Ф. Торроба — Хавьер

1996 год
- «Портовая таверна» П. Сорозабар — Леандр

1998 год
- «Симфония Фауста» Ф. Лист — партия тенора
- «Боль» Т. Бретон — Лазарь

1999 год
- «Песнь о земле» Г. Малер — партия тенора
- «Месса Танго» Л. Бакалов — партия тенора
- «Фиделио» Л. В. Бетховен — Флорестан
- «Мерлин» И. Альбенис — Король Артур

2000 год
- «Великий Путь» Ф. Чуэка — Рыцарь Грации

2001 год
- «Револьверная» Р. Чапи — Фелиппе

2005 год
- «Тристан и Изольда» Р. Вагнер — Тристан
- «Пепита Хименес» И. Альбенис — дон Луис де Варгас

2006 год
- «Эдгар» Дж. Пуччини — Эдгар

2010 год
- «Ночь мая» Р. Леонкавалло — партия тенора
- «Медичи» Р. Леонкавалло — Джулиано Медичи

Голос Доминго — ярко выраженный лирико-драматический тенор, тембрально насыщенный, мощный и выразительный. Тембр его голоса критики называют экстраординарно тёплым. Манера исполнения — экспрессивная, страстная.
За более чем полувековую карьеру в августе 2018 года Доминго достиг невероятной цифры — 150 партий на сцене и в студии.
Многие альбомы тенора проданы более чем миллионным тиражом, стали золотыми и платиновыми, принесли Доминго 11 наград «Grammy». Записал несколько десятков оперных видео, стал соавтором четырёх известных оперных фильмов — «Травиата», «Отелло», «Кармен» и «Тоска». Певец также получил премию «Эмми» за телевизионные фильмы «Hommage a Sevilla» и «Mets Silver Gala».
Будучи с детства поклонником сарсуэлы, Доминго способствовал популяризации этого вида испанской оперетты в международном масштабе. В постановке «Лусия Фернанда» в Милане исполнил партию Дона Видаля для баритона. Благодаря артисту «Лусия Фернанда» вошла в программы Вашингтонской национальной оперы, Лос-Анджелесского оперного театра, а также «Teatro Real» в Мадриде.
Доминго — автор книги воспоминаний «Мои первые 40 лет», первое издание мемуаров вышло в 1983 году, неоднократно переиздавались. В 2009 году опубликована его книга «Радость оперы».

### Три тенора
Вместе с другими всемирно известными тенорами Лучано Паваротти и Хосе Каррерасом Пласидо Доминго участвовал в совместных концертах. Первый концерт состоялся в Риме 7 июля 1990 года при закрытии чемпионата мира по футболу. Изначально концерт предназначался для сбора средств в основанный Каррерасом фонд борьбы с лейкемией.
Затем совместные концерты состоялись во время чемпионатов мира по футболу в 1994 году в Лос-Анджелесе, в 1998 году в Париже и в 2002 году в Иокогаме.
В 2006 году Доминго выступал во время чемпионата мира по футболу в Берлине.

### Выступления в Москве и Санкт-Петербурге
Доминго много раз приезжал в Москву и Санкт-Петербург для сольных выступлений, в качестве члена жюри оперных конкурсов, а также для участия в других мероприятиях. Впервые в СССР он побывал в 1974 году. Среди концертов, получивших широкое освещение в прессе, выступления в Барвиха Luxury Village 12 июля 2009 года (в сопровождении Вирджинии Тола), и в Крокус сити холле 7 июня 2010 года (в сопровождении Анны-Марии Мартинес).
19 декабря 2012 года Доминго и Хосе Каррерас приняли участие в благотворительном концерте в Храме Христа Спасителя, и это было их первое совместное выступление за пять лет, со времени смерти Лучано Паваротти.
2 мая 2013 года Доминго пел и дирижировал на открытии новой сцены Мариинского театра и праздновании 60-летнего юбилея Валерия Гергиева, а также исполнил партию Набукко в одноимённой опере Верди на исторической сцене Мариинского театра.
На выступлениях в Москве тенору аккомпанировал симфонический оркестр Московской государственной консерватории им. П. И. Чайковского, за пультом был американский дирижёр Юджин Кон. Среди хитов своего репертуара Доминго исполнил, в частности, на русском языке арию Германа из оперы «Пиковая дама» П. И. Чайковского.
13 июня 2018 года певец выступил на Красной Площади в Москве в рамках концерта «Звезды мировой оперы в поддержку Чемпионата мира по футболу 2018», при этом исполнив два сольных номера (включая знаменитую «Гранаду») и один дуэт с Ильдаром Абдразаковым (из оперы «Дон Карлос»). Среди зрителей был президент РФ Владимир Путин. За дирижёрским пультом — Валерий Гергиев.
В феврале 2020 года Доминго исполнил ведущую партию в опере Верди «Симон Бокканегра» в Мариинском театре.
В октябре 2020 года Пласидо Доминго впервые встал за пульт симфонического оркестра Большого театра. Маэстро продирижировал оперой «Манон Леско» Джакомо Пуччини, дал гала-концерт со звездами мировой оперы, а также дал эксклюзивное интервью для проекта «Билет в Большой». По итогам гастролей певца в Москве российским режиссёром Николаем Сергеевым был снят документальный фильм «Пласидо Доминго. Возвращение в Большой».

### Конкурс «Опералия»
С 1993 года Пласидо Доминго даёт путёвку на большую сцену даровитым молодым оперным исполнителям — обладателям всех типов голосов. О цели конкурса маэстро сказал так: «Для молодых артистов совершенно необходимо попасть в зону внимания импресарио, менеджеров, кастинг-директоров, дирижёров и руководителей театров, которые могут способствовать росту их профессиональной карьеры». Каждый год 40 претендентов, прошедших строгий отбор, принимают участие в конкурсе «Опералия», проходящем в разных странах под патронатом певца, а их выступления оценивает авторитетное международное жюри. Смотр уже состоялся в Мехико, Мадриде, Бордо, Токио, Гамбурге, Лос-Анджелесе, Вашингтон, Валенсии, Милане, Париже, Пуэрто-Рико и других городах. С 18 по 24 июля 2011 года конкурс «Опералия» прошёл на сцене Московского академического музыкального театра им. Станиславского и Немировича-Данченко.
В 2008 году стартовали «Программа для молодых исполнителей Доминго—Кафритца» в Вашингтонской национальной опере и
«Программа для молодых исполнителей Доминго — Тортона» в опере Лос-Анджелеса.
Доминго был ментором аргентинского тенора Хосе Кура, исполнявшего главные роли в Метрополитен-опера. В 1994 году Кура стал победителем на международном конкурсе певцов, который проходил под патронатом Доминго.

## Признание
Журнал «Newsweek» выбрал историю и фотографию артиста главной темой для обложки, назвав Доминго «Король оперы». Итальянская газета «Corriere della Sera» написала о Пласидо: «Настоящий человек эпохи Ренессанса!». «Коммерсантъ» озаглавил анонс к московскому концерту Доминго 2010 года «Великий рабочий сцены».
Критики отмечают, что Доминго, несмотря на возраст и преодолённый недуг, всегда честно и добросовестно работает на своих концертах, исполняя всякий раз не меньше объёма оперной партии: спеть только три арии и номер на бис ему не свойственно.

### Почётные звания
Доминго является Почётным доктором Мадридского университета, доктором изящных искусств Нью-Йоркского университета, Почётным доктором музыки в университете Оклахомы, Филадельфийском колледже сценических искусств и в Джорджтаунском университете.
14 февраля 2019 года во время визита в Украину Пласидо Доминго присвоено звание Почетного профессора Национальной музыкальной академии Украины им. П. И. Чайковского (Киевской консерватории).

### Награды
- Кавалер Большого креста ордена Изабеллы Католической (20 января 2011 года, Испания).
- Кавалер Большого креста ордена Гражданских заслуг (20 сентября 2002 года, Испания).
- Кавалер Большого креста ордена Альфонса X Мудрого (7 октября 2016 года, Испания).
- Орден искусств и литературы (14 января 2011 года, Испания).
- Кавалер Большого креста ордена «За заслуги перед Итальянской Республикой» (2 апреля  1997 года, Италия)[22].
- Великий офицер ордена «За заслуги перед Итальянской Республикой» (3 апреля 1991 года, Италия)[23].
- Командор ордена Почётного легиона (2002 год, Франция).
- Офицер ордена Почётного легиона (Франция).
- Кавалер ордена Почётного легиона (Франция).
- Командор ордена Искусств и литературы (Франция).
- Командор ордена Культурных заслуг (18 ноября 1999 года, Монако)[24].
- Рыцарь-командор ордена Британской империи (2002 год, Великобритания).
- Кавалер Большого креста ордена Инфанта дона Энрике (1 июля 1998 года, Португалия).
- Кавалер Большого креста ордена Народного образования (31 августа 2018 года, Португалия)[25].
- Большой серебряный почётный знак «Почётный знак «За заслуги перед Австрийской Республикой»» (2007 год, Австрия)[26].
- Австрийский почётный крест «За науку и искусство» 1 класса (1992 год, Австрия)[26].
- Командор со звездой ордена Заслуг (2005 год, Венгрия).
- Президентская медаль Свободы (9 июля 2002 года, США).
- Офицер ордена Ацтекского орла (Мексика).
- Орден Пабло Неруды за заслуги в области искусства и культуры[исп.] (2010 год, Чили).
- Кавалер национального ордена Кедра (2004 год, Ливан).
- Орден Дружбы (18 июля 2011 года, Россия) — за большой вклад в развитие российско-испанского сотрудничества в области музыкального искусства[27][28].
- Орден «Достык» II степени (2017 год, Казахстан)[29].
- Золотая Медаль «За заслуги в культуре Gloria Artis» (21 октября 2005 года, Польша)[30].
- Премия Вольфа в области искусств (музыка, 2012 год)[31].
- Императорская премия (2013 год).
- Премия Центра Кеннеди (3 декабря 2000 года).
- Премия принца Астурийского в области искусства (1991 год).
- В феврале 2009 года Пласидо Доминго назван первым лауреатом премии имени Биргит Нильсон (знаменитая шведская оперная певица, 1918—2006). Приз в миллион долларов США будет вручаться за выдающиеся достижения в оперном искусстве каждые три года[32].
- Пласидо Доминго получил звезду на аллее славы в Голливуде за вклад в развитие театра.
- Введён в Зал славы журнала Gramophone[33].
- Серебряная статья «Богиня фортуна с золотым мечом» (2001 год)[34].

### Награды Grammy
- 1971 Дж. Верди. Аида. Солист лучшей оперной записи
- 1974 Ж. Пуччини. Богема. Солист лучшей оперной записи
- 1983 Дж. Верди. Травиата. Солист лучшей оперной записи
- 1984 Ж. Бизе. Кармен. Солист лучшей оперной записи
- 1984 Навсегда в моём сердце. Лучшее поп-представление в стиле латино
- 1988 Р. Вагнер. Лоэнгрин. Солист лучшей оперной записи
- 1990 Концерт Каррераса, Доминго и Паваротти. Лучшее классическое вокальное представление
- 1992 Р. Штраус. Женщина без тени. Солист лучшей оперной записи
- 1999 100 лет Марьяче. Лучшее Мексиканско-Американское представление

Латиноамериканские награды Grammy
- 2000 Т. Бретон. Долорес. Лучший классический альбом
- 2001 И. Албенис. Мерлин. Лучший классический альбом

## Фильмография
- 1983 — Джузеппе Верди, «Травиата» (Альфред Жермон), режиссёр Франко Дзеффирелли.
- 1984 — Жорж Бизе, «Кармен» (Дон Хозе), режиссёр Франческо Рози.
- 1986 — Джузеппе Верди, «Отелло» (Отелло), режиссёр Франко Дзеффирелли.
- 1998 — Камиль Сен-Санс, опера «Самсон и Далила» (Самсон), постановка  «Метрополитен-Опера», дирижёр — Джеймс Ливайн. Постановка оперы была приурочена к 30-летию Пласидо Доминго на сцене Метрополитен-Опера[35].